# 勒内·施奈德 (足球运动员)
勒内·施奈德（德語：René Schneider，1973年2月1日—），德国前男子足球运动员，场上位置是后卫。他曾代表德国国家队参加1996年欧洲足球锦标赛，结果队伍获得冠军。